# Geología de Plutón

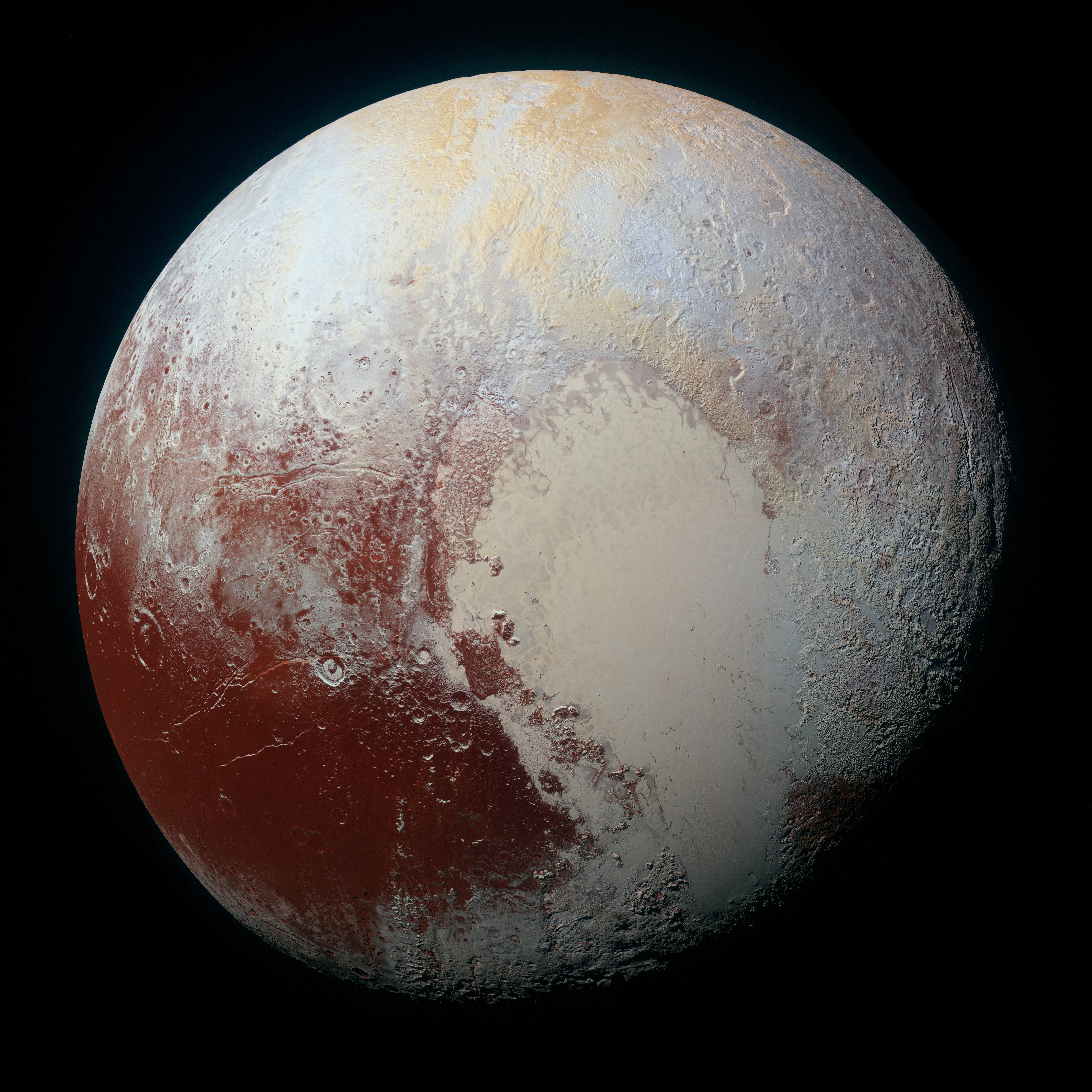
Vista en alta resolución y a color mejorado de Plutón que ilustra las variaciones en la composición de la superficie. Imagen tomada por el instrumento MVIC de la New Horizons.

La Geología de Plutón es el estudio científico de la superficie, la corteza y el interior del planeta enano Plutón. Debido a la distancia de Plutón con la Tierra, el estudio en profundidad de Plutón desde la Tierra es complejo. Muchos detalles acerca de Plutón no fueron conocidos hasta el 14 de julio de 2015, cuando la sonda espacial New Horizons sobrevoló a través del sistema de Plutón y comenzó a enviar todos los datos a la Tierra. Gracias a esta misión se descubrió que Plutón tenía una gran diversidad geológica. El miembro del equipo de la New Horizons Jeff Moore dijo de la geología de Plutón que "es igual de compleja que la de Marte". La última transmisión de datos de la New Horizons sobre Plutón se recibió el 25 de octubre de 2016.

## Superficie

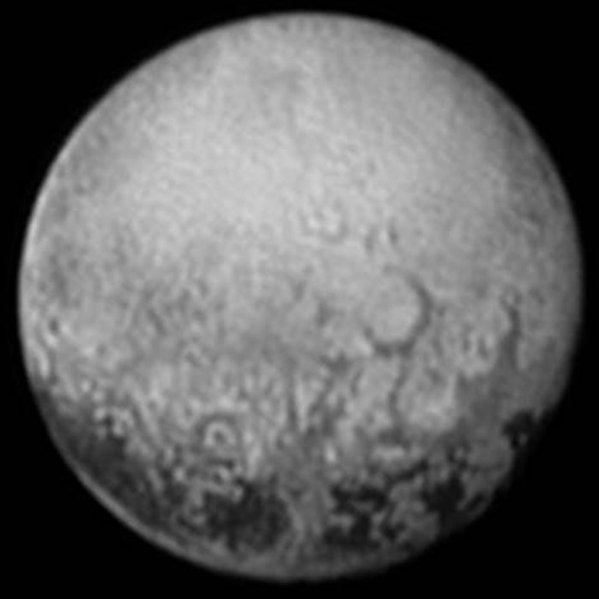
Figuras poligonales al norte de las oscuras regiones ecuatoriales en Plutón (11 de julio de 2015).

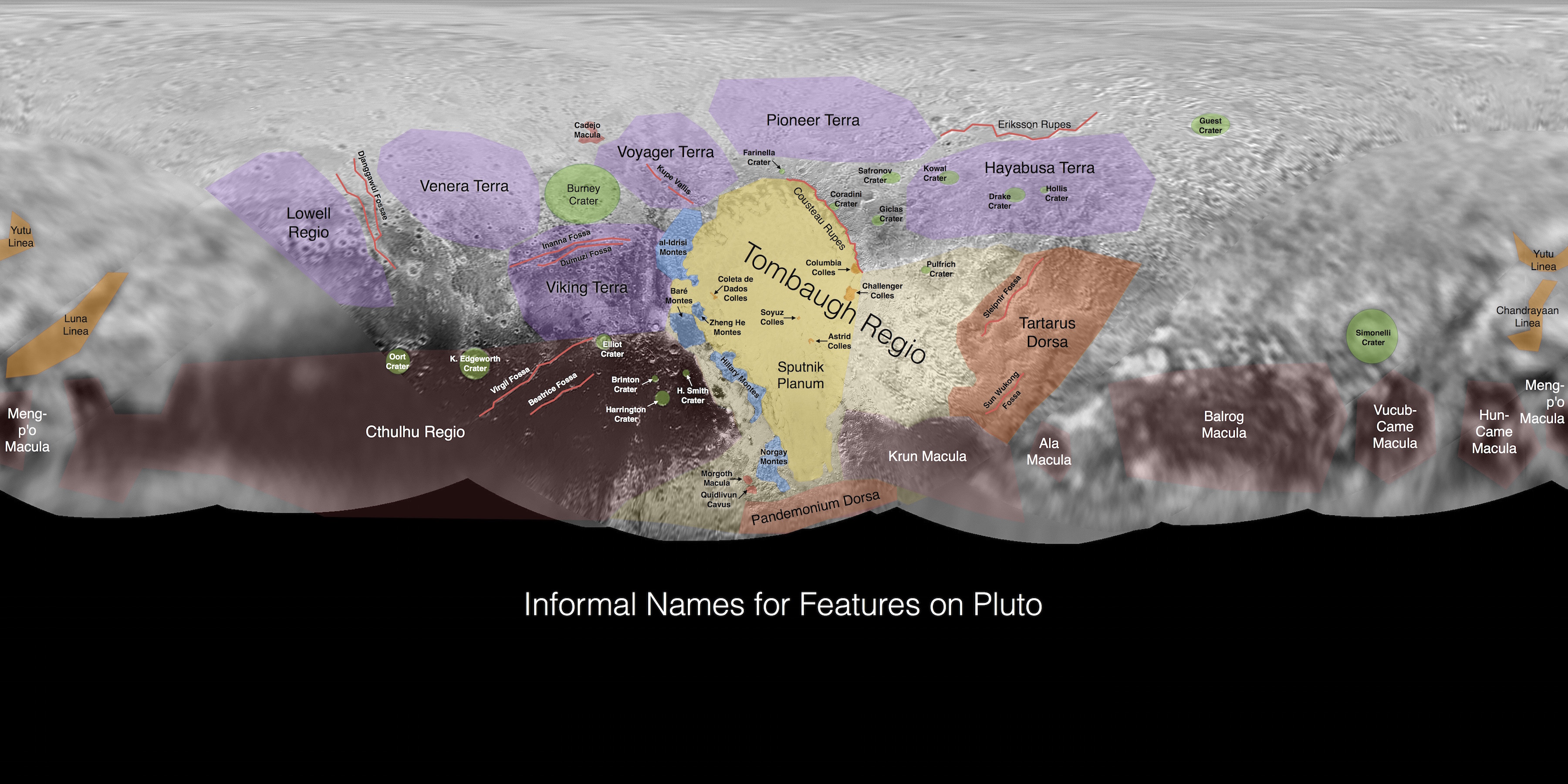
Partes de la superficie de Plutón mapeados por la New Horizons

La superficie de Plutón está formada por más de un 98% de hielo de nitrógeno, con trazas de metano y monóxido de carbono. La cara de Plutón orientada hacia Caronte contiene más metano sólido, mientras que la cara opuesta contiene más nitrógeno y monóxido de carbono sólido.
Los mapas producidos a partir de las imágenes tomadas por el telescopio espacial Hubble (HST), junto con la curva de luz de Plutón y las variaciones periódicas en su espectro infrarrojo, indican que la superficie de Plutón es muy variada, con grandes diferencias en brillo y color, con albedos entre 0,49 y 0,66. Plutón es uno de los cuerpos con colores más contrastantes del Sistema Solar, junto con el satélite natural Jápeto de Saturno. El color de su superficie varía entre negro carbón, naranja oscuro y blanco. La sonda New Horizons encontró que la edad de la superficie de Plutón es también muy variable, desde el antiguo y oscuro terreno montañoso conocido como Cthulhu hasta la brillante y plana llanura llamada Sputnik Planitia.
El color de la superficie de Plutón ha cambiado entre 1994 y 2003: el norte de la región polar se ha aclarado y el hemisferio sur se ha oscurecido. La rojez de Plutón también aumentó considerablemente entre 2000 y 2002. Estos cambios están probablemente relacionados con la condensación y sublimación estacional de la atmósfera de Plutón, amplificado por la extrema inclinación axial y la alta excentricidad orbital de Plutón.
Las latitudes medias muestran una gran variedad de terrenos que se asemejan a la superficie de Tritón. Un casquete polar compuesto de metano de hielo "diluido en una gruesa, transparente losa de nitrógeno de hielo" algo más oscuro y rojizo.
Montañas de varios kilómetros de altura se distribuyen a lo largo de los bordes suroeste y sur de Sputnik Planitia. El hielo de agua es el único hielo detectado en Plutón que es lo suficientemente fuerte para soportar tales alturas.
|                                                       |
| Distribución del hielo de agua (29 de enero de 2016). |

|                                               |
| Regiones donde se ha detectado hielo de agua. |

|                                  |
| Hillary Montes y Tenzing Montes. |

### Sputnik Planitia
Sputnik Planitia es una gran superficie de hielo de nitrógeno (N2),  metano (CH4) y monóxido de carbono (CO), situado preferentemente este último en el centro de la planicie, de aproximadamente 870.000 km² de extensión, de forma ovalada y deprimida respecto del terreno circundante entre 3 y 4 km. Gran parte de su superficie está dividida en celdas de formas poligonales y ovoidales de decenas de kilómetros de anchura separadas entre sí por gargantas de 100 metros de profundidad y cuyos centros parecen elevados unos 50 metros respecto de sus bordes. El origen de estas celdas puede deberse a procesos de convección de estado sólido consistentes con la débil reología del hielo de nitrógeno a las temperaturas superficiales de Plutón y con el hecho de que  algunas de las características que se aprecian en su superficie sugieren que las masas de hielo sufren un deslizamiento similar al de los glaciares terrestres. 
Estos procesos geológicos explican otra característica de este accidente geográfico y es la ausencia total de cráteres de impacto en su superficie. Esto implica una edad de la misma de unos 10 millones de años o incluso menos.
El sur y el este de Sputnik Planitia no presentan esta estructura celular. Son, en cambio, llanuras sin accidentes definidos y con una gran concentración de pozos, algunos de varios kilómetros de ancho.

### Cthulu Regio
Cthulhu Regio se extiende desde el ecuador de Plutón hasta los 30° de latitud sur del planeta enano y desde los 40° hasta los 170º de longitud este, limitando al oeste con Meng-p'o Mácula y al oeste con la Sputnik Planitia, que pertenece a la Tombaugh Regio.
Su característica principal es su bajo albedo de 0,08, haciendo de ella una región muy oscura. Está cubierta por un manto muy fino en espesor que permite discernir la topografía subyacente incluyendo valles dendríticos, cráteres, canales y escapes. Este manto oscuro es probablemente el resultado de precipitación de tolinas atmosféricas. Esta área presenta escarpes y gargantas profundas de hasta 600 km de longitud. 
Cthulhu Regio y otras zonas oscuras de Plutón, tienen muchos cráteres y manchas de hielo de metano. Se piensa que el color rojo oscuro es debido a las tolinas que caen de la atmósfera de Plutón.

### Tartarus Dorsa
La parte occidental del hemisferio norte de Plutón se compone de un conjunto distintivo de montañas de 500 metros de altura llamado Tártaro Dorsa; la forma de las montañas y el espacio entre ellas mantiene ciertas similitudes con las escamas o la corteza de un árbol. El método de su formación es desconocido, aunque se ha especulado que puede estar compuesto de hidrato de metano que se formó en la nebulosa protosolar.

### Posible criovulcanismo
Cuando la New Horizons envió los primeros datos, se pensaba que Plutón perdía cientos de toneladas de su atmósfera debido a la luz ultravioleta del Sol; un escape de materiales de tal magnitud sería demasiado grande para ser reabastecido por los impactos de cometas. Se pensó que el nitrógeno era reabastecido a través del criovulcanismo o los géiseres de la superficie. Las imágenes de estructuras que implican el surgimiento de material desde dentro de Plutón, y las franjas posiblemente dejadas por géiseres, apoyan este punto de vista. Posteriores descubrimientos sugieren que la pérdida de gases atmosféricos fue sobrestimada por varios miles de veces por lo que Plutón, en teoría, podría mantener su atmósfera sin asistencia geológica, aunque la evidencia de la geología es todavía fuerte.
Dos posibles críovolcanes, provisionalmente llamados Wright Mons y Piccard Mons, han sido identificados en los mapas topográficos de la región sur de Sputnik Planitia, cerca del polo sur. Ambos son de más de 150 km de ancho y al menos 4 km de altura, los picos más altos conocidos en Plutón en la actualidad. Están ligeramente craterizados por lo que son geológicamente jóvenes, aunque no tanto como la llanura Sputnik Planitia.

## Estructura interna

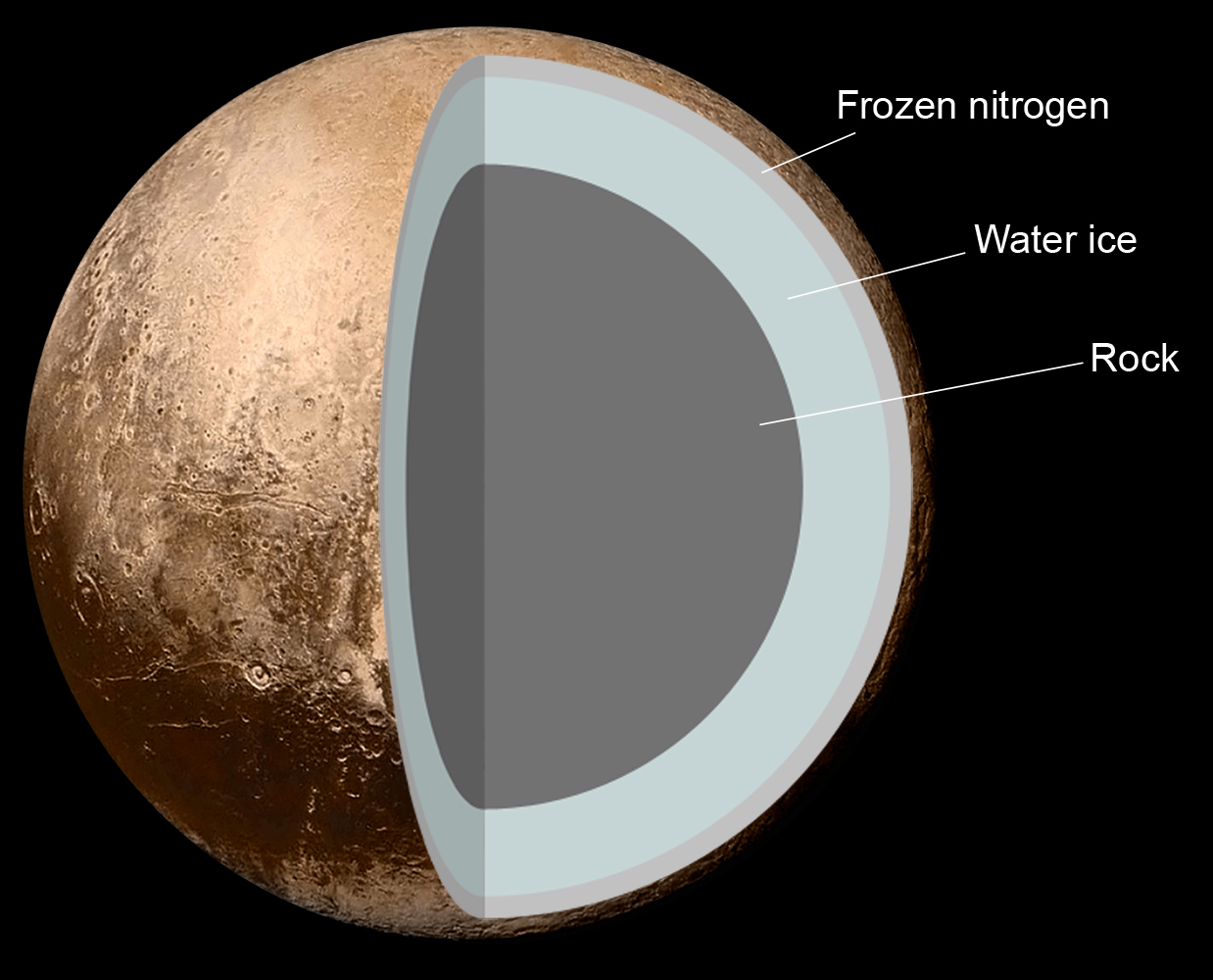
Estructura teórica de Plutón:
1. Nitrógeno congelado
2. Hielo de agua
3. Roca

La densidad de Plutón es de 1.87g/cm3. Debido a la desintegración de elementos radiactivos eventualmente por el calor de los hielos es suficiente para que la roca se separe de ellos. Los científicos creen que Plutón contiene una estructura interna diferenciada, con el material rocoso asentado en un denso núcleo rodeado por un manto de hielo de agua.
El diámetro del núcleo se cree que es de aproximadamente 1700 km, el 70% del diámetro de Plutón. Es posible que tal calentamiento continúe hoy en día, creando una subsuperficie con un océano de agua líquida y amoniaco desde unos 100 hasta unos 180 km de espesor en la frontera del núcleo–manto. El DLR calcula que la relación densidad-radio de Plutón se encuentra en una zona de transición, al igual que la luna Tritón de Neptuno, entre los satélites helados (como los satélites medianos de Urano y Saturno) y los satélites rocosos (como Ío de Júpiter).
No se sabe si Plutón tiene un campo magnético, pero su pequeño tamaño y lenta rotación sugieren que, si tuviera, sería muy débil.